# Lasiochlamys coriacea
Lasiochlamys coriacea är en videväxtart som beskrevs av Herman Otto Sleumer. Lasiochlamys coriacea ingår i släktet Lasiochlamys och familjen videväxter. Inga underarter finns listade i Catalogue of Life.